# Острањење
Острањење (ру. остранение) или очуђење, онеобичење је уметничка техника приморавања публике да виде познату ствар на непознат или чудан начин. Изворно сатирична техника, постала је централни концепт руских формалиста и других уметности 20. века, укључујући даду, постомодерну и научну фантастику.